# هونن ماتسوری

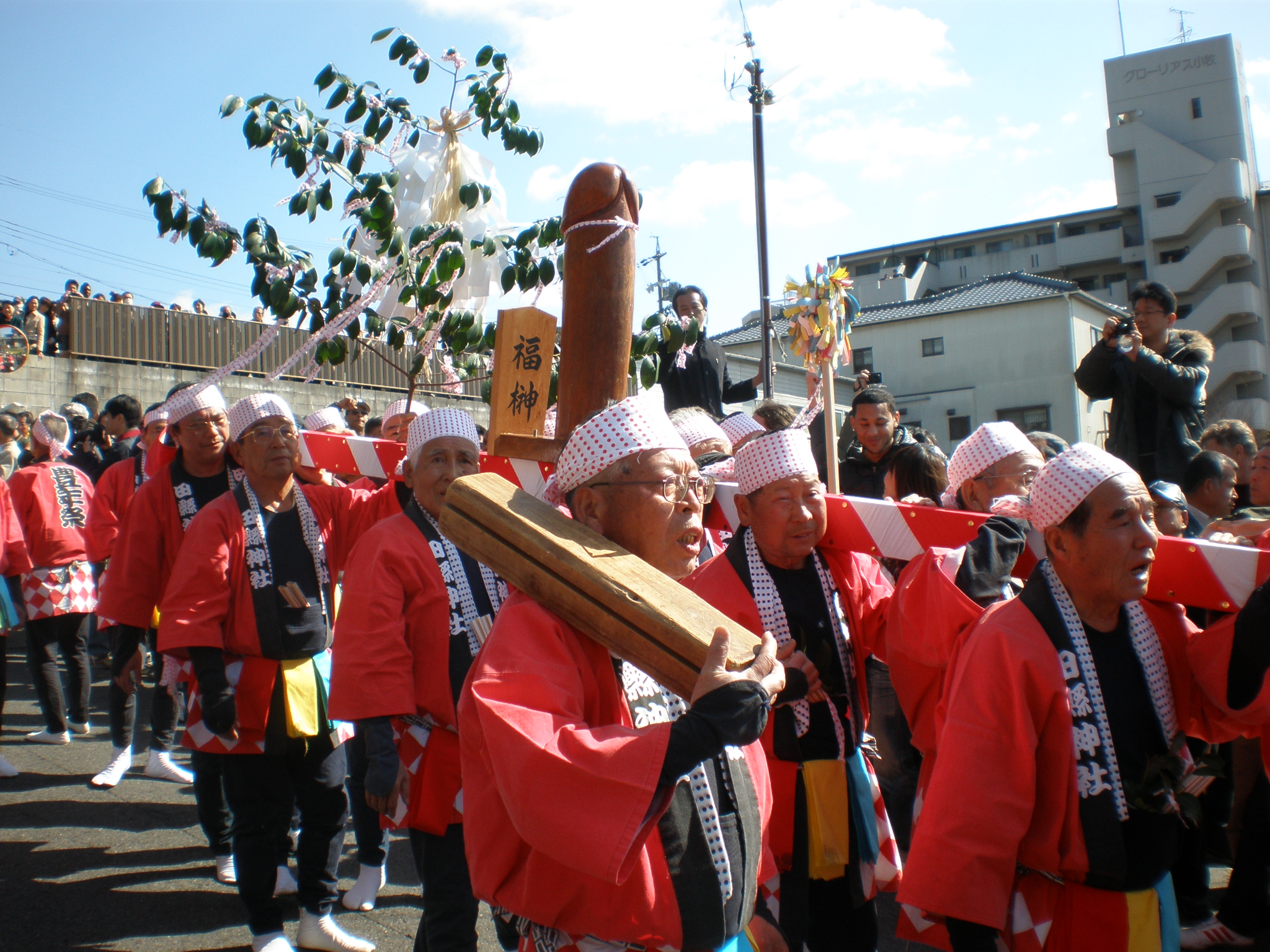

هونن ماتسوری یا جشنواره حاصلخیزی (به ژاپنی: 豊年祭) نام یک فستیوال سالیانه است که در نیمه ماه مارس در شهر کوماکی، آیچی در ژاپن برگزار میشود. این فستیوال هر ساله به منظور بزرگداشت باروری (با نماد آلت تناسلی) برگزار میگردد.